# Midi-Midinette
Pour plus de détails, voir Fiche technique et Distribution.
Midi-Midinette (Junge Leute brauchen Liebe) est un film autrichien réalisé par Géza von Cziffra sorti en 1961.

## Synopsis
La jeune et belle Annie Becker travaille comme couturière au Salon Charles à Vienne. Son chef Charles Fürst est un coureur de jupons notoire. Annie est néanmoins éperdument amoureuse de son patron, elle ne voit pas que le trompettiste Axel Enders, qui vit dans l'appartement voisin, est sensible à son charme.
Annie reçoit par erreur une invitation à dîner avec son patron au Barock Bar. Il ne corrige pas l'erreur, espérant la séduire. Füsrt l'invite ensuite à un défilé de mode à Paris.
Annie pense à la destination de ses rêves. La nuit avant le défilé de mode, un inconnu lui propose 2 000 francs pour détruire les robes. Elle le signale aussitôt à son patron. Mais quand elle découvre dans sa chambre d'hôtel, son bien-aimé dans les bras d'une autre femme, folle de jalousie, elle ruine toute la collection.
Fürst parvient à raccommoder les vêtements et obtient un grand succès après le défilé.
En fin de compte, il se trouve que la destruction des vêtements ne devait servir qu'à attirer l'attention des médias. Le mystérieux inconnu est le père du partenaire français de Charles Fürst. Axel et Anna se marient de même que Charles Fürst.

## Fiche technique
- Titre français : Midi-Midinette[1]
- Titre original : Junge Leute brauchen Liebe
- Réalisation : Géza von Cziffra assisté de Lothar Gündisch
- Scénario : Géza von Cziffra
- Musique : Johannes Fehring
- Direction artistique : Fritz Jüptner-Jonstorff, Alexander Sawczynski
- Costume : Gerdago
- Photographie : Willy Winterstein
- Son : Herbert Janeczka
- Montage : Arnfried Heyne
- Production : Herbert Gruber
- Sociétés de production : Dr. Herbert Gruber Produktion, Sascha-Film
- Société de distribution : Bavaria Filmverleih
- Pays d'origine :  Autriche
- Langue : allemand
- Format : Couleurs - 1,66:1 - Mono - 35 mm
- Genre : musical
- Durée : 85 minutes
- Dates de sortie :
  -  Allemagne : 18 mai 1961.
  -  Autriche : 19 mai 1961.
  -  Danemark : 14 août 1961.
  -  France : 10 avril 1964[1].

## Distribution
- Cornelia Froboess : Annie Becker
- Johannes Heesters : Charles Fürst
- Peter Weck : Axel Enders
- Waltraut Haas : Barbara Hagen
- Boy Gobert : Pierre Papillon jr.
- Bill Ramsey : Bill
- Senta Berger : Madeleine Talbot
- Katharina Mayberg : Fatme
- Hubert von Meyerinck : Monsieur Terrier
- Sieglinde Thomas : Inge
- Frithjof Vierock : Fritzchen
- Elisabeth Epp : La comtesse Hohenfels

## Crédit d'auteurs
- (de) Cet article est partiellement ou en totalité issu de l’article de Wikipédia en allemand intitulé « Junge Leute brauchen Liebe » (voir la liste des auteurs).